# Automobil-Bauerei Clou
Automobil-Bauerei Clou war ein deutscher Hersteller von Automobilen.

## Unternehmensgeschichte
Alfred Karfunkel gründete 1906 das Unternehmen. Firmensitz war Rüstern-Allee 24 in Berlin-Charlottenburg-Westend. Im gleichen Jahr begann die Produktion von Automobilen. Der Markenname lautete Cloumobil. 1908 endete die Produktion.

## Fahrzeuge
Ein Modell war ein Dreirad. Ein Elektromotor trieb das einzelne Vorderrad an. Die Höchstgeschwindigkeit war mit 25 km/h angegeben, und die Reichweite mit 80 bis 90 km. Die offene Karosserie bot Platz für vier Personen. Der Preis betrug 3500 Mark.
Das andere Modell war mit einem Benzinmotor ausgestattet. Das Fahrzeug verfügte über einen Vierzylindermotor mit Magnetzündung und ein Dreiganggetriebe. Der Preis betrug komplett mit Karosserie 6000 Mark.